# Elusa leucoplaga
Elusa leucoplaga là một loài bướm đêm trong họ Noctuidae.